# Route nationale 666
Die Route nationale 666, kurz N 666 oder RN 666, war eine französische Nationalstraße, die von 1933 bis 1973 zwischen einer Kreuzung mit der ehemaligen Nationalstraße 111 südlich von Castelmoron-sur-Lot und Aiguillon verlief. Ihre Länge betrug 14 Kilometer.